# DAF・ダフォディル

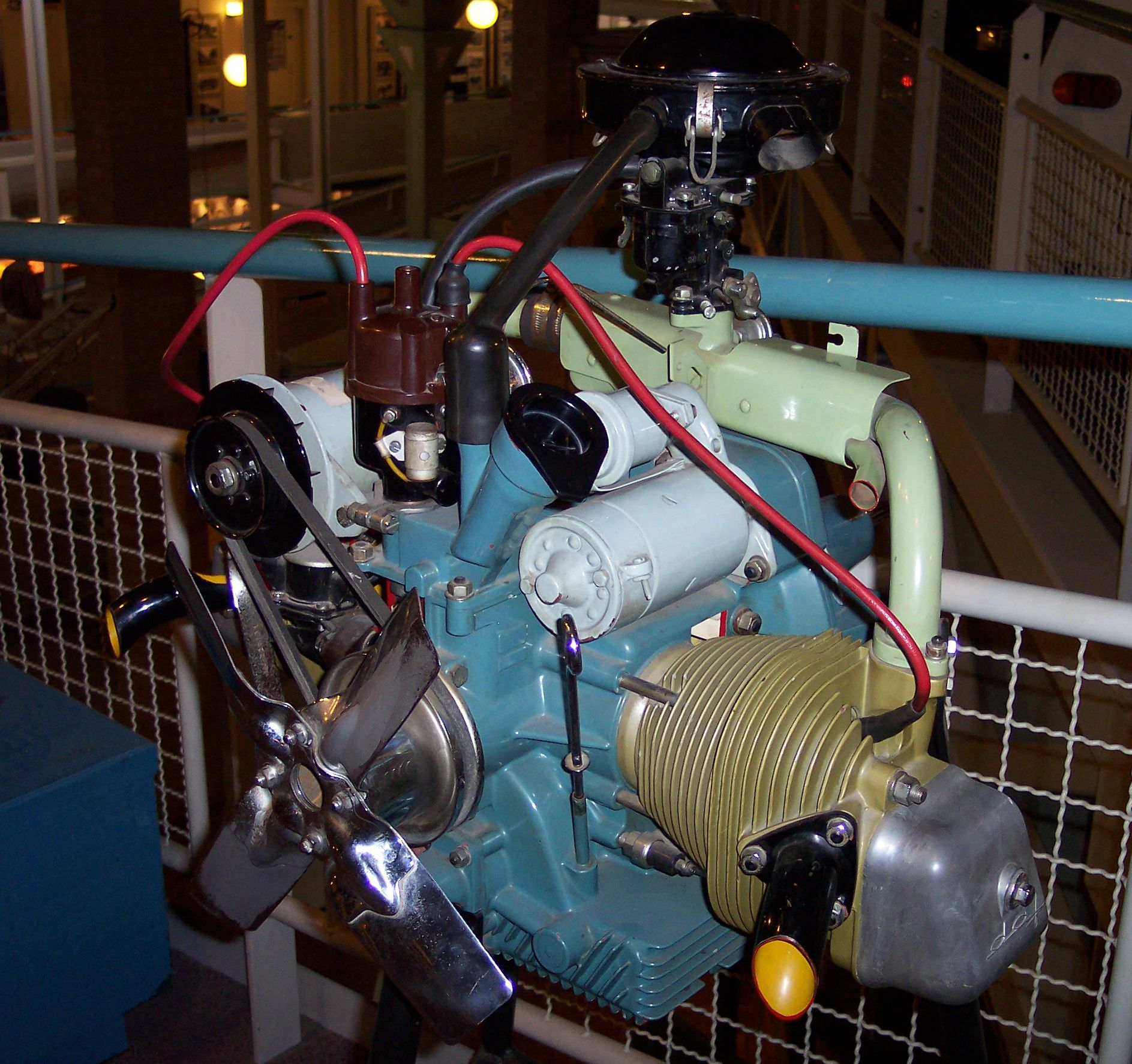
DAFの水平対向2気筒エンジン

DAF・ダフォディル（DAF Daffodil）は、1961年から1967年までDAFによって製造された低価格小型ファミリーカーである。同時に発表されたDAF 750と共にDAF・600の後継車種であった。DAF・750は実質的に同じ車であったが、豪華な付属品が少なく、外観ではメッキ部分が少なかった。ダフォディルと750はどちらも標準としてヴァリオマチックオートマチックトランスミッションシステムを600から引き継いでおり、これが市場のその他ほとんどの小型で安価な車とこれらのモデルを区別していた。
ダフォディルは750の輸出版として考え出された。市場の反応によって750の生産は1963年に終了したのに対して、軽いフェイスリフトが成功したダフォディルは1967年まで生産され続けた。ダフォディルは非常に似通っているがわずかに出力が高いDAF・33によって置き換えられた。
Daffodilは英語でスイセンを意味する。

## 名称
ダフォディルという名称はいくつかの市場ではうまくいったが、ドイツではDAF 30と呼ばれた。1963年と1965年の改良版はそれぞれDAF 31とDAF 32と呼ばれた。そのため、後継車種の名称はDAF 33とされた。

## エンジン
746 cc 4ストローク空冷水平対向2気筒エンジンはDAF 600のものとピストン行程長は同じだが、シリンダー内径は76 mmから85.5 mmに大きくなっている。出力も22 bhpから30 馬力に増え、最高速度は105 km/hとされた。0-80 km/h時間は29秒であった（アメリカ合衆国の消費者団体による試験）。

## 駆動装置
DAF 600は無段変速機（ヴァリオマチックシステム）を搭載した初の量産車であった。750、ダフォディル、その派生モデルも同じシステムを引き継いだ。従来の歯車変速機は提供されなかった。

## 年表
1961年から1967年の間は機械的側面に大きな変化はなかった。
1963年に750と30という名称の使用が終わり、DAF 31となった。車の外装はジョヴァンニ・ミケロッティからの助言を取り入れて、過度がより鋭くなり、フィンはより高くなった。内装も大幅に更新された。
1965年にDAF 31に代わりDAF 32が登場した。この更新では、再びミケロッティの助言によりボディパネルが限定的に変更された。ミケロッティの影響はリンブルフの自動車組み立て事業がボルボによって買収されるまでDAFの乗用車で見られ続けた。

## 大衆文化
DAF・ダフォディルは1960年代のスパイドラマシリーズ『ザ・バロン』に登場し、スー・ロイド演じるコーデリアが運転した。